# Mesure extérieurement régulière
En théorie de la mesure sur les espaces topologiques, un ensemble extérieurement régulier est une partie mesurable qui, au sens de la mesure, peut être approchée par des ouverts qui la contiennent. Une mesure extérieurement régulière est une mesure positive pour laquelle tous les boréliens sont extérieurement réguliers.
En première approche, cette hypothèse intervient principalement dans la définition d'une mesure régulière : c'est une des deux conditions de régularité, l'autre étant la régularité intérieure. La régularité établit des ponts assez directs entre les points de vue topologique et mesuré.
Certaines hypothèses, sans garantir la régularité, assurent tout de même la régularité extérieure : ainsi, par exemple, toute mesure de probabilité sur un espace métrisable séparable (même non polonais) est extérieurement régulière.
Dans la théorie de l'intégration sur des espaces localements compacts séparés suffisamment généraux, il n'est pas toujours possible de représenter une forme linéaire continue sur l'espace des fonctions continues à support compact à l'aide de mesures régulières. En revanche, même sur un espace non σ-compact, le théorème de représentation de Riesz fournit toujours une mesure extérieurement régulière privilégiée (on la dit σ-régulière) qui peut servir d'outil pour l'analyse fonctionnelle sur cet espace.
On trouvera aussi au long de l'article une collection d'exemples et de contre-exemples, simples ou plus saugrenus, qui illustrent les relations parfois surprenantes de la régularité extérieure avec les autres axiomes de régularité, en particulier la régularité intérieure mais également la régularité intérieure vis-à-vis des fermés.

## Définition
Soit μ une mesure (positive) définie sur la tribu borélienne d'un espace topologique X.
On dit qu'un borélien A de X est extérieurement régulier pour μ lorsqu'il vérifie :
On dit que μ est extérieurement régulière lorsque tout borélien est extérieurement régulier pour μ.

### Variantes
D'autres sources supposent la mesure définie sur une tribu contenant la tribu borélienne, on dit alors qu'elle est extérieurement régulière quand tous les éléments de la tribu sont extérieurement réguliers pour la mesure.
Certains ouvrages proposent en parallèle une forme alternative de la définition à appliquer aux mesures définies sur la tribu de Baire (en). D'autres variantes remplacent la tribu par un σ-anneau, voire un δ-anneau. Une version générale synthétisant les diverses variantes est disponible dans le livre Measure and Integration, de Sterling Berberian.

## Motivation de la définition
Sur un espace topologique mesuré, il est souhaitable de faire des liens entre des espaces de fonctions issus de la structure topologique, ainsi l'espace des fonctions continues à support compact, et des espaces issus de la structure mesurée, typiquement l'espace L1. Une collection d'axiomes de régularité -dont la propriété de régularité extérieure- permettent de démontrer des résultats substantiels valables dans les espaces qui les vérifient.
Une hypothèse à la fois riche en conséquences et fréquemment vérifiée est la régularité. C'est la conjonction de la régularité extérieure et d'une deuxième condition, la régularité intérieure ; dans un tel espace, un borélien peut être mis en sandwich entre un compact qui y est contenu et un ouvert qui le contient qui l'approchent au sens de la mesure. C'est le plus souvent ce type d'approximation simultanée par dedans et par dehors qui est utilisé dans les démonstrations.
On peut tout de même signaler au moins une occurrence où la régularité extérieure de la mesure de Lebesgue est seule utilisée : cela se produit dans l'étude des points de dérivabilité des fonctions numériques absolument continues sur la droite réelle.

## Un contre-exemple
Sous divers jeux d'hypothèses sur la topologie de l'espace X (par exemple métrisabilité et séparabilité), la régularité extérieure est entraînée par la finitude locale de la mesure. Cela fait l'objet des sections suivantes. Les exemples regroupés ici montrent que, lorsque la finitude locale fait défaut, il est très banal de ne pas disposer d'une mesure extérieurement régulière - même sur un espace métrique compact, même sur un espace métrique mesuré sigma fini.
- La mesure de comptage sur [0, 1] (muni de sa topologie usuelle) n'est pas extérieurement régulière.
- De même, la mesure de comptage sur ℚ (muni de sa topologie usuelle) n'est pas extérieurement régulière[10].

## Régularité extérieure dans les espaces métriques
On démontre dans un premier temps le résultat suivant :
Théorème : Une mesure (positive) finie définie sur la tribu borélienne d'un espace métrique est extérieurement régulière.
Pour énoncer une généralisation de ce théorème, il est pratique de définir une mesure modérée comme une mesure définie sur un espace topologique X pour laquelle X est réunion dénombrable d'ouverts de μ-mesure finie. Avec cette convention de vocabulaire, on peut écrire :
Théorème : Une mesure (positive) modérée sur la tribu borélienne d'un espace métrique est extérieurement régulière.
L'hypothèse est en particulier remplie lorsque μ est localement finie et X métrique séparable.
En revanche, il ne suffirait pas de supposer la mesure σ-finie, comme le montre l'exemple de la mesure de comptage sur ℚ mentionné plus haut.
Même pour une mesure finie on ne peut en revanche pas conclure sans hypothèses supplémentaires à la régularité de la mesure. Il existe un exemple de mesure finie sur un espace métrique (une variante de l'ensemble de Vitali) qui est extérieurement régulière mais pas intérieurement régulière.

## Régularité extérieure dans les espaces localement compacts séparés
Sur la tribu borélienne d'un espace localement compact séparé, une mesure est localement finie si et seulement si c'est une mesure de Borel.

### Une condition suffisante de régularité
Le théorème ci-dessous garantit la régularité — et donc la régularité extérieure — d'une mesure de Borel. Bien qu'il ne parle que de topologie et de théorie de la mesure, sa preuve fait un détour par l'analyse et repose sur le théorème de représentation de Riesz.
Théorème : Sur un espace localement compact séparé où tout ouvert est σ-compact, toute mesure de Borel est régulière.
Cette hypothèse est en particulier vérifiée par un espace localement compact séparé à base dénombrable.
En particulier, la mesure de Lebesgue sur ℝn est régulière.

### Un contre-exemple, sur un espace compact
Dans le théorème qui précède, la σ-compacité de X n'est pas suffisante ; même sur un espace compact, la régularité peut faire défaut.
On notera Ω le premier ordinal non dénombrable. Sur l'espace topologique Ω + 1 = [0, Ω] (muni de la topologie de l'ordre), qui est compact, il existe une mesure de probabilité qui n'est pas extérieurement régulière. Cet exemple est connu sous le nom de mesure de Dieudonné.

### Mesures σ-régulières, représentation principale d'une forme linéaire positive
Soit X localement compact séparé. Étant donné une forme linéaire positive sur l'espace des fonctions numériques continues à support compact définies sur X, le théorème de représentation de Riesz assure qu'il est possible de la représenter d'une part par une mesure de Borel intérieurement régulière μ>o(sa représentation « essentielle ») et d'autre part par une mesure de Borel extérieurement régulière μo(sa représentation « principale ») qui vérifie en outre une condition affaiblie de régularité intérieure : celle-ci n'est pas requise pour tous les boréliens de X mais seulement pour les ouverts. Chacune de ces représentations est unique.
Les mesures vérifiant les conditions requises dans la définition de la représentation principale sont appelées mesures σ-régulières. Elles constituent donc une classe de mesures extérieurement régulières plus large que celle des mesures régulières.
Lorsque μo et μo sont distinctes, la représentation principale est un exemple de mesure de Borel extérieurement régulière qui n'est pas intérieurement régulière (et, symétriquement, la représentation essentielle est une mesure de Borel qui n'est pas extérieurement régulière tout en étant intérieurement régulière). Voici un exemple de forme linéaire pour laquelle cela se produit :
On considère un ensemble non dénombrable I, qu'on munit de la topologie discrète, puis on pose X = I × ℝ.
Pour f fonction continue à support compact sur X, on pose :
Les termes sommés étant nuls sauf un nombre fini, cette définition a un sens. Pour toute mesure de Borel λ représentant Λ, on vérifie que la λ-mesure de tout ouvert contenant I × {0} est infinie. La mesure principale λ0 représentant Λ vérifie donc :
λ0(I × {0}) = +∞.
Par ailleurs, tout compact contenu dans I × {0} est de mesure nulle (un tel compact est un ensemble fini) : pour la représentation essentielle λo, on a donc :
λ0(I × {0}) = 0.

### Deux exemples de mesures extérieurement régulières non σ-régulières
Si on renonce à la σ-régularité, il est beaucoup plus facile de donner un exemple de mesure de Borel sur un espace localement compact séparé qui soit extérieurement régulière mais pas intérieurement régulière :
- Sur X discret non dénombrable, la mesure μ définie par μ(A) = 0 si A est fini ou dénombrable, μ(A) = +∞ sinon en est un exemple très simple[10].
- On peut même en donner un exemple qui soit une mesure finie : la restriction de la mesure de Dieudonné aux boréliens de Ω = [0, Ω[ est une mesure de probabilité sur cet espace localement compact séparé qui est extérieurement régulière mais pas intérieurement régulière[21].

## Relations avec la régularité intérieure vis-à-vis des fermés
La régularité extérieure interagit aussi avec la régularité intérieure vis-à-vis des fermés, une propriété moins exigeante que la régularité intérieure.
Par passage au complémentaire, l'énoncé qui suit est sans difficulté :
Proposition : Une mesure finie définie sur la tribu borélienne d'un espace topologique est extérieurement régulière si et seulement si elle est intérieurement régulière vis-à-vis des fermés.
Cet énoncé trivial admet la généralisation suivante (la définition de « mesure modérée » a été donnée plus haut dans cet article) :
Théorème : Une mesure (positive) modérée définie sur la tribu borélienne d'un espace topologique est extérieurement régulière si et seulement si elle est intérieurement régulière vis-à-vis des fermés.
Hors du champ d'application de ce théorème, la régularité extérieure et la régularité intérieure vis-à-vis des fermés peuvent ne plus coïncider.
- Il existe des exemples de mesures intérieurement régulières vis-à-vis des fermés (et même intérieurement régulières vis-à-vis des compacts) qui ne sont pas extérieurement régulières. Les plus simples sont les mesures de comptage sur [0, 1] ou sur ℚ déjà mentionnées plus haut[10] - mais elles ne sont pas localement finies. La mesure λ0 sur I × ℝ évoquée plus haut est un exemple localement fini, qui est même une mesure de Borel sur un espace métrisable localement compact. Il existe aussi des exemples localement compacts, séparés et sigma-finis[23].
- Il existe aussi des exemples de mesures extérieurement régulières qui ne sont pas intérieurement régulières vis-à-vis des fermés[24].